# Морски епископ
Морски епископ или епископ-риба је врста морског чудовишта која се први пут појавила у 16. веку.
Према неким описима, има крљушти као риба, бочна пераја на леђима, јако је широк, и оштар гребен на леђима. Име је добио по томе што неки тврде да личи на епископа. Према легенди, први морски епископ је ухваћен 1433. године. Наводно је било јако бизарно створење. Према једној причи, доведен је пред краља.